# Joaquim Casimiro

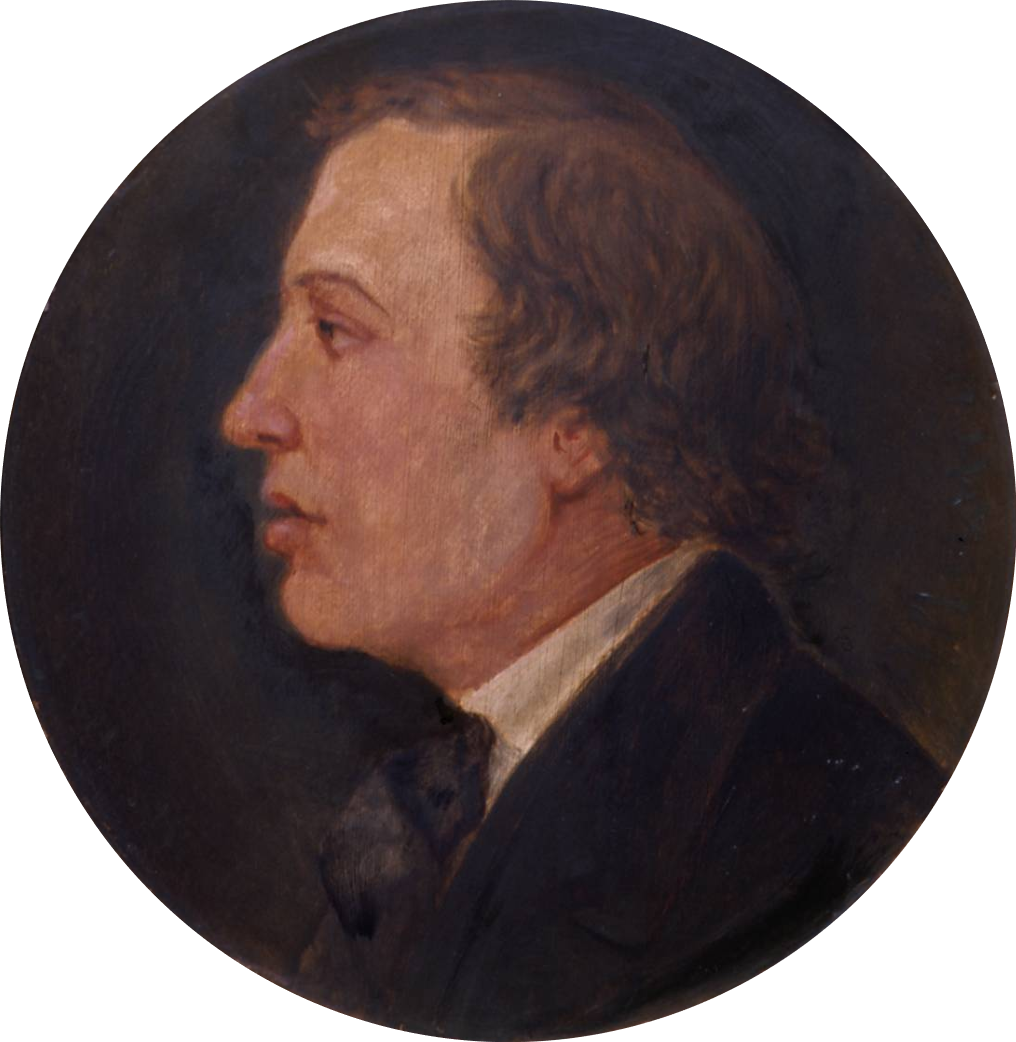
Retrato de Joaquim Casimiro nos Paços do Concelho de Lisboa.

Joaquim Casimiro Júnior (Sacramento, Lisboa, 30 de maio de 1808 — São José, Lisboa, 28 de dezembro de 1862) foi um compositor e organista português, escreveu obras como Um ensaio da Norma, Ópio e Champanhe, A Filha do Ar, A Lotaria do Diabo, além de 97 peças de música sacra e 209 partituras para dramas, oratórias, comédias e farsas.

## Biografia
Filho de Joaquim Casimiro da Silva (1767-1860), músico e copista da Casa Real e do Teatro São Carlos, e de Maria Gertrudes do Carmo, também se tornou músico, primeiro como organista e depois, como compositor. Nascido na rua dos Galegos, da freguesia lisboeta do Sacramento, foi baptizado com apenas dois dias de vida, na Igreja Paroquial do Santíssimo Sacramento, tendo por padrinhos o sacristão Casimiro Lúcio de Mendonça e por devoção, Nossa Senhora do Monte do Carmo. Os pais ainda não eram casados, só se casariam três anos depois do seu nascimento, em 27 de abril de 1811. Era neto paterno de Simão Francisco e Joaquina Luzia, materno de António Duarte e Antónia Maria, de origens humildes. 
Aos 5 anos, começou a ter lições de Rodrigues Palma. Dos 6 aos 9, frequentou a aula dos frades do Carmo onde teve educação primária e religiosa. Seguiu então para a aula de música da Sé de Lisboa, com o mestre José Gomes e Frei António, sendo que com este último teve aulas de canto que lhe permitiu depois ingressar na Irmandade de Santa Cecília e concorrer com sucesso ao lugar de soprano na Real Capela da Bemposta. 
Em pouco tempo, Casimiro começou também a fazer acompanhamentos ao órgão para o coro de um hospício de frades, situado na antiga Carreira dos Cavalos (hoje, Rua Gomes Freire), função que se estendeu pouco depois à Real Capela da Bemposta, como organista substituto. Apoiado por D. João VI, tornou-se discípulo do Mestre da Capela Real, Frei José Marques da Silva, aprofundando os conhecimentos de órgão e composição e aos 24 anos concorreu a primeiro organista da Capela e ganhou o lugar, uma orquestra completa e um coro. Ao longo da sua vida criou 97 peças de música sacra, como as matinas de Santa Luzia, as de Reis, missas, responsórios, ofícios e um credo para vozes e orquestra, das quais se salientam Grandiosa Missa (1830),  Missa dita da Arruda (1835), Missa a 4 Vozes (1850), Kirie e Gloria para Quinta Feira Sancta (1856), Septenário das Dores de Nossa Senhora (1865) e Miserere (1886).
Entretanto, surge a guerra civil e Casimiro alistou-se como voluntário das tropas de D. Miguel, compôs o Novo Hino Realista Militar (1830) e a sua lealdade ao regente absolutista valeu-lhe a prisão. Na época, a ópera usada pelo Teatro São Carlos era quase exclusivamente a italiana e Joaquim Casimiro traçou o intuito de ser  compositor teatral e foi assim que se estreou em 1841, no Teatro do Salitre, com a farsa Os cegos fingidos, relançando a sua carreira. Com a vitória liberal de 1834, o compositor deixou a Real Capela da Bemposta e só mais tarde será provido num dos lugares da Sé, com uma remuneração bastante inferior.
Ao longo de 21 anos, de 1841 a 1862, escreveu 209 partituras para dramas, comédias, operetas, farsas, revistas e mágicas para os teatros da Lisboa de oitocentos, das quais se destacam O Peão Fidalgo (1842) no Teatro do Salitre; a farsa lírica O ensaio da Norma (1849) ou a peça fantástica A Filha do Ar (1856) no Teatro do Ginásio; A assinatura em branco e a ópera cómica A batalha de Montereau, ambas no Teatro de D. Fernando em 1850, onde na temporada de 1850/51 foi o diretor musical; a opereta Ópio e Champanhe (1854) no Teatro da Rua dos Condes; a comédia mágica A Lotaria do Diabo (1858) no Teatro de Variedades (antigo Salitre) ou É perigoso ser rico (1862) no Teatro de D. Maria II. Refira-se  que além da música de cena que criava Joaquim Casimiro também integrou como instrumentista as orquestras dos teatros de Lisboa.
Em 1857 voltará a ser organista permanente da Sé e no ano seguinte, mestre de capela para além de, por outro lado, formar cantores e músicos em aulas particulares, dirigir o periódico musical Semanário Harmónico e exercer diversos cargos na Irmandade de Santa Cecília, no Montepio Filarmónico, na Associação Música 24 de Junho e na Academia Melpomenense, de que foi um dos fundadores e maestro, sendo suas as obras da Semana Santa na Igreja de São Nicolau, em 1851.
Faleceu aos 54 anos de idade, pelas onze horas de 28 de dezembro de 1862, na Rua do Telhal, número 15, terceiro andar, freguesia de São José. Está sepultado no Cemitério do Alto de São João. 
Casou em 13 de setembro de 1827, na Igreja Paroquial de Nossa Sr.ª da Conceição, em Lisboa, com Maria do Carmo Figueiredo (falecida a 14 de outubro de 1872, na freguesia dos Anjos), viúva de José Baptista Lopes de Figueiredo, falecido no Hospital da Corte, do Rio de Janeiro, e filha de pais incógnitos. Deste casamento teve uma filha legítima, Carlota Joaquina da Silva (Pena, Lisboa, 22 de setembro de 1828 - São Jorge de Arroios, Lisboa, 22 de dezembro de 1913), que usou também o nome Carlota Joaquina de Faria, por ter casado em 1854 com Guilherme de Faria. 
Teve Joaquim Casimiro também a famosa Angelina Casimira do Carmo da Silva Vidal (São José, Lisboa, 11 de março de 1847 - Anjos, Lisboa, 1 de agosto de 1917), ilegítima, nascida de um relacionamento com Rita Adelaide de Jesus, que se notabilizou como escritora e conferencista, viúva desde 1894 do médico da Armada Dr. Luís Augusto de Campos Vidal, com quem casara em 1872; e também um filho ilegítimo, conforme consta do assento de óbito do compositor.
Em 1925 deu nome a uma rua no Bairro da Lapa, em Lisboa.

## Obras
- Um ensaio da Norma (J. Casimiro), farsa (8 de dezembro de 1849 Lisboa, Teatro do Ginásio)
- A assinatura em branco (11 de set. 1850 Lisboa, Teatro de D. Fernando)
- O Peão Fidalgo (Molière), (4 de maio 1842 Lisboa, Teatro do Salitre)
- Ópio e champagne, Opereta (13 de outubro de 1854 Lisboa, Teatro da Rua dos Condes)
- A filha do ar (J. Oliveira), peça fantástica 3 Actos com Prólogo (17 de jul 1856 Lisboa, Teatro do Ginásio)
- A lotaria do Diabo (F. Palha/J. de Oliveira), comédia mágica 3 Actos (1 de fev. 1858 Lisboa, Teatro de Variedades)
- É perigoso ser rico (1862 Lisboa, Teatro de D. Maria II).